# Howard Dell
Howard Dell (* 14. April 1962 in Toronto, Ontario) ist ein ehemaliger kanadischer Bobfahrer, der an den Olympischen Winterspielen 1988 in Calgary teilnahm. Dell war neben dem Bobfahren in den Jahren 1990 und 1991 Canadian-Football-Spieler.

## Karriere

### Olympische Winterspiele
Howard Dell gehörte im Jahr 1988 in Calgary bei den Olympischen Winterspielen 1988 zum kanadischen Aufgebot im Viererbob. Zusammen mit seinen Mannschaftskameraden Andrew Swim, Ken Leblanc und Chris Lori absolvierte er den olympischen Wettkampf am 27. und 28. Februar 1988 auf der Bob- und Rennschlittenbahn im Canada Olympic Park und belegte im Bob Canada 1 den 15. Platz von 26 teilnehmenden Viererbobs mit einer Gesamtzeit von 3:50,37 min aus vier Wertungsläufen.

### Canadian Football
Dell spielte in insgesamt acht Spielen als Wide Receiver und Defensive Back für die beiden Mannschaften Toronto Argonauts und Winnipeg Blue Bombers, die in der jeweiligen Saison den Grey Cup gewannen. Seine Ausbildung erhielt er im Canadian-Football-Team der McMaster University bei den McMaster Marauders.